# Bolak
Bolak é uma linguagem construída que foi inventada por Léon Bollack . O nome da linguagem significa tanto "linguagem azul" quanto "criação engenhosa" na própria linguagem.

## História

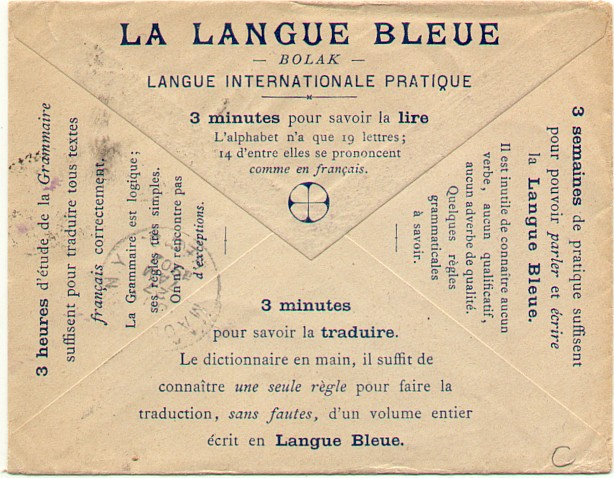

Bollack escreveu três livros sobre esta língua: La Langue Bleue Bolak: langue internationale pratique (1899), Abridged Grammar of the Blue Language (1900) e Premier vocabulaire de la langue bleue Bolak (1902).
Bollack chamou a atenção de H.G. Wells, que escreveu em A Modern Utopia:
(Texto traduzido)
"A linguagem da Utopia será sem dúvida única e indivisível; toda a humanidade, na medida de suas diferenças individuais de qualidade, será trazida para a mesma fase, para uma ressonância comum de pensamento, mas a língua que falarão ainda será uma língua viva, um sistema animado de imperfeições, que todo indivíduo o homem modificará infinitesimalmente. Através da liberdade universal de troca e movimento, a mudança em desenvolvimento em geral será uma mudança mundial; essa é a qualidade de sua universalidade. Imagino que será uma linguagem aglutinada, uma síntese de muitas. Uma língua como o inglês é uma língua aglutinada; é uma coalescência do francês anglo-saxão e normando e do latim erudito, fundido em um discurso mais amplo, mais poderoso e belo do que ambos. A língua utópica pode muito bem apresentar uma coalescência mais ampla, e conter no quadro de um idioma tão inflexível ou levemente flexionado como o inglês já apresenta, um vocabulário profuso no qual foram lançadas uma dúzia de línguas antes separadas, sobrepostas e depois soldadas por meio de bilíngues e trilíngues compromissos. No passado, homens engenhosos especularam sobre a pergunta: "Qual língua sobreviverá?" A pergunta foi mal colocada. Acho agora que esse casamento e a sobrevivência de vários em uma prole comum é uma coisa muito mais provável."
Apesar da atenção de Wells e do dinheiro investido por Bollack, a linguagem não ganhou adeptos, e Bollack passou a apoiar Ido, segundo Otto Jespersen, escrevendo em 1912, em The History of our Language, sobre uma conferência que ocorrera em 1907:
(Texto traduzido)
"Os inventores dos sistemas de linguagem foram convidados a comparecer pessoalmente ou por representante para defender seus sistemas. Esta oferta foi aproveitada pelo Dr. Nicolas ( Spokil ), Sr. Spitzer (Parla) e Sr. Bollack (La langue bleue); além disso, o Dr. Zamenhof foi representado pelo Sr. de Beaufront, que há muitos anos vinha propagando o Esperanto; e quase tão representativo do Neutro veio o Sr. Monseur, professor de filologia comparada em Bruxelas: mas seu apelo tinha menos o caráter de uma defesa positiva do Neutro do que de uma insistência zelosa e experiente nas fraquezas do Esperanto . Das discussões com os que estão fora do comitê, dois episódios merecem destaque especial: o Dr. Nicolas destacou como vantagem de seu sistema fundado em princípios "a priori", que foi construído de acordo com uma firme compreensão das leis da mnemônica e, portanto, foi especialmente fácil de lembrar. No entanto, ele ficou quase ofendido quando eu quis começar a examiná-lo em seu próprio dicionário, e assim parecia que ele não conseguia se lembrar das palavras que ele próprio havia escrito. Mr. Bollack, em um discurso muito elegante, apresentou seu Langue bleue para cuja difusão ele havia dedicado muito dinheiro; terminou declarando que, embora desejasse naturalmente que sua linguagem fosse adotada, aceitaria o veredicto do comitê de especialistas se fosse de outra forma; esta promessa ele manteve lealmente por ser agora um membro eminente da organização Ido em Paris."

## Alfabeto e pronúncia
Bolak usa um alfabeto latino modificado com 19 letras:
A, B, Ч, D, E, F, G, I, K, L, M, N, O, P, R, S, T, U, V.
Ч é tirado do cirílico e tem o som do inglês ch. Outras letras são pronunciadas como em francês.

## Gramática
Bolak é uma língua mista, cuja gramática é principalmente a priori, enquanto o vocabulário é a posteriori . É também uma língua aglutinativa, muito parecida com o esperanto, mas enquanto o esperanto usa a aglutinação principalmente logicamente, o bolak a usa principalmente emocionalmente.

## Exemplos
Pai Nosso:
Nea per ev seri em sil!
Vea nom eч santigui! Vea regn eч komi!
Vea vil eч makui in sil, so ib gev!
Ev givi nea pan taged ana!
Ev solvi nae fansu so ne solvo aчe re ufanso na!
Eч seri siч!

Os números de 1-10:
ven, dov, ter, far, kel, gab, чep, lok, nif, dis.

Que imensa vantagem para a humanidade, se de pessoa para pessoa pudéssemos nos comunicar através da mesma língua!
Ak vop sfermed pro spes maned, if om pobl to pobl, ne ei mnoka pfo an am lank! 

Uma língua internacional é a ferramenta mais importante para o desenvolvimento de qualquer progresso social.
An lank transed seri psil ifkased pro flep ad at ksek skosmed.

## Codificação
Bolak recebeu os códigos qbo e art-x-bolak no Registro de Código ConLang .